# Jorge Cubero
Jorge Cubero Gálvez (Baena, 6 november 1992) is een Spaans wielrenner die als beroeprenner reed voor Burgos-BH.

## Carrière
In 2015 werd Cubero veertiende op het nationale kampioenschap tijdrijden, hij was ruim zes minuten langzamer dan winnaar Jonathan Castroviejo. Twee dagen later werd hij zestiende in de wegwedstrijd, op drie seconden van winnaar Alejandro Valverde. Voor het seizoen 2016 tekende hij een contract bij Burgos BH. Zij debuut voor de ploeg maakte hij op Mallorca, waar hij deelnam aan drie van de vier koersen van de Challenge Mallorca. Na deelnames aan de Ronde van Valencia en de Ruta del Sol werd hij begin april achttiende in de Ronde van La Rioja. Dichter bij zijn eerste profoverwinning zou hij dat seizoen niet komen.

## Resultaten in voornaamste wedstrijden
| Jaar | Ronde van Italië | Ronde van Frankrijk | Ronde van Spanje |
| ---- | ---------------- | ------------------- | ---------------- |
| 2018 |                  |                     | 89e              |
| 2019 |                  |                     | 136e             |

| Jaar | Clásica San Sebastián |
| ---- | --------------------- |
| 2018 | opgave                |
| 2019 | opgave                |

## Ploegen
- 2016 –  Burgos BH
- 2017 –  Burgos BH
- 2018 –  Burgos-BH
- 2019 –  Burgos-BH
- 2020 –  Burgos-BH

Buru · Cubero · del Pino · López · Martín · Merino · Riutort · Robredo · Salas · Solé · Torres
Belda · Castrillo · Cubero · Jiménez · Jurado · Linares · López · Merino · Quiroz · Robredo · Rojo · Ruiz · Salas · Torres
Cabedo · Cubero · Ezquerra · González · Herklotz · Langellotti · López · Mamykin · Mendes · Merino · Mitri · Robredo · Rubio · Salas · Sessler · Simón · Torres
Bico · Bol · Cabedo · Cubero · Ezquerra · Fernandes · Fuentes · Gibson · Langellotti · López · Madrazo · Mitri · Peñalver · Robredo · Rubio · Sessler · Sureda · Vilela